# Lazare Minoungou
Lazare Minoungou, est un acteur de cinéma et conteur burkinabè. En 2023, il est distingué Sotigui d'or pour son rôle dans le film Sira de la réalisatrice Apolline Traoré.  

## Biographie
Lazare arrive au théâtre sous l'influence de son frère aîné Etienne Minoungou. Après son baccalauréat, il étudie la sociologie à l'université Joseph Ki-Zerbo. Il apprend les métiers de la scène auprès des devanciers tels que Sotigui Kouyaté, Amadou Bourou, Jean Drèze et Patrick Brull. Avant le cinéma, il fait ses premiers pas au sein de la troupe Théâtre de la fraternité du dramaturge Jean Pierre Guingané où il fait du théâtre de rue, du théâtre forum, et le conte théâtralisé,,. Il joue en France et au Burkina Faso. En 2023 il reçoit le Sotigui d'or et le prix du meilleur acteur africain aux Sotigui Awards pour l'interprétation du rôle Yéré  dans le film Sira,.

## Filmographie

### Longs-métrages
- 2003 : Le Silence du pathe, du réalisateur Pierre Roamba
- 2003 : Taxi brousse, du réalisateur Issa Traoré de Brahim
- 2004 : Les autres carnets du Bourlingueur, du réalisateur François Beaumont
- 2005 : Ouaga Saga, du réalisateur Dany kouyaté
- 2006 : Rêve de poussière, du réalisateur Issa Traoré
- 2008 : Le Monde est un ballet, du réalisateur Issa Traoré de Brahima
- 2012 : Grève à Soweto, du réalisateur Ben Harlem
- 2016 : Jeunesse, du réalisateur Julien Samani
- 2019 : La Vie de château, du réalisateur Cédric Ido
- 2023 : Sira, du réalisateur Apolline Traoré
- 2023 : Katenga roi soleil, du réalisateur Dany Kouyaté
- 2024 : Ni chaînes ni maîtres de Simon Moutaïrou /Rado

### Courts-métrages
2009 : À bout de course, du réalisateur Henri Belin et Susanna Arbizu

### Séries
- 2002 : À nous la vie, du réalisateur Dani Kouyaté
- 2007 : Trois Hommes, un village, du réalisateur Mimi Dialo
- 2009 : Avocat des causes perdues, du réalisateur Tahirou Tasséré Ouedraogo

## Distinctions
- 2023 : Sotigui du meilleur acteur d'Afrique de l'Ouest dans SIRA de Apolline Traoré[6]
- 2023 : Sotigui d'or dans SIRA de Apollinaire Traoré